# Dibamus bogadeki
Dibamus bogadeki es una especie de escamosos de la familia Dibamidae.

## Distribución geográfica
Es endémica de varias islas de Hong Kong.